# Scott Hamilton (patinador)
Scott Scovell Hamilton (Toledo, Ohio, 28 de agosto de 1958) é um ex-patinador artístico norte-americano. Ele foi campeão olímpico em 1984.

## Principais resultados
| Resultados                                            | Resultados       | Resultados        | Resultados        | Resultados        | Resultados      | Resultados      | Resultados      | Resultados      |
| Internacional                                         | Internacional    | Internacional     | Internacional     | Internacional     | Internacional   | Internacional   | Internacional   | Internacional   |
| Evento/Temporada                                      | 1976– 1977       | 1977– 1978        | 1978– 1979        | 1979– 1980        | 1980– 1981      | 1981– 1982      | 1982– 1983      | 1983– 1984      |
| ----------------------------------------------------- | ---------------- | ----------------- | ----------------- | ----------------- | --------------- | --------------- | --------------- | --------------- |
| Jogos Olímpicos                                       |                  |                   |                   | 5.º               |                 |                 |                 | Medalha de ouro |
| Campeonato Mundial                                    |                  | 11.º              |                   | 5.º               | Medalha de ouro | Medalha de ouro | Medalha de ouro | Medalha de ouro |
| Nebelhorn Trophy                                      | Medalha de prata |                   |                   |                   |                 |                 |                 |                 |
| NHK Trophy                                            |                  |                   |                   | 4.º               |                 |                 | Medalha de ouro |                 |
| Skate America                                         |                  |                   |                   | Medalha de ouro   |                 | Medalha de ouro | Medalha de ouro |                 |
| Skate Canada International                            |                  |                   |                   |                   | Medalha de ouro |                 |                 |                 |
| Nacional                                              |                  |                   |                   |                   |                 |                 |                 |                 |
| Campeonato dos Estados Unidos                         |                  | Medalha de bronze | Medalha de peltre | Medalha de bronze | Medalha de ouro | Medalha de ouro | Medalha de ouro | Medalha de ouro |
|                                                       |                  |                   |                   |                   |                 |                 |                 |                 |
| Legenda: Competição não foi disputada nesta temporada |                  |                   |                   |                   |                 |                 |                 |                 |